# Jedlina Dolna
Jedlina Dolna – zamknięty w 2000 roku przystanek osobowy, a dawniej stacja kolejowa w Jedlinie-Zdroju, w dzielnicy Jedlinka, w Polsce, w województwie dolnośląskim, w powiecie wałbrzyskim. Przystanek został otwarty w dniu 1 października 1904 roku razem z linią kolejową z Świdnicy Przedmieścia do Jedliny Zdroju.